# 11720 Городиський
11720 Городиський (11720 Horodyskyj) — астероїд головного поясу, відкритий 21 квітня 1998 року.
Тіссеранів параметр щодо Юпітера — 3,427.